# ベニヘラサギ
ベニヘラサギ（紅箆鷺、学名：Platalea ajaja）とは、ペリカン目トキ科に分類される鳥類の一種である。

## 分布
アメリカのメキシコ湾沿岸から中央アメリカ、南アメリカ、西インド諸島に分布する。

## 形態
体長は69-81cm。翼開長は約120cm。頭と喉は皮膚が裸出していて緑褐色である。頸から上背にかけては白色で、体のそれより下の部分は次第にピンク色をおびている。特に翼や腰は鮮やかなピンク色になる。前胸に赤色の房状の飾羽がある。嘴はやや黄色みがかった灰色、足は黒赤色である。
幼鳥は、体色のピンク色が薄く、嘴は黄色い。頭部はほとんど羽毛に覆われている。約3年で成鳥羽になる。

## 生態
湖沼、河川、湿地、などに生息する。
食性は主に動物食で、魚類、甲殻類、昆虫類などを捕食する。また、植物の種子などを食べることもある。
繁殖形態は卵生。繁殖期はコロニーを形成するが、しばしばトキコウ類やサギ類と混合コロニーとなる。雄が巣材を集め、雌が樹上に巣を作る。 1腹2-5個の卵を産み、抱卵期間は23-24日である。抱卵、育雛とも雌雄共同で行う。雛は孵化後約35-45日で巣立ちする。